# Actinonema chitwoodi
Actinonema chitwoodi är en rundmaskart som beskrevs av Christian Wieser 1954. Actinonema chitwoodi ingår i släktet Actinonema och familjen Chromadoridae. Inga underarter finns listade i Catalogue of Life.